# 侧扁黄耆
侧扁黄耆（学名：Astragalus falconeri）为豆科黄芪属的植物。分布在印度、巴基斯坦、克什米尔、尼泊尔以及中国大陆的西藏等地，生长于海拔3,700米的地区，一般生长在山坡砂砾地，目前尚未由人工引种栽培。

## 异名
- Astragalus falconeri Bunge var. paucistrigosus K. T. Fu